# Fabrikautomation
Die Fabrikautomation ist eine Disziplin innerhalb der Automatisierungstechnik, die sich mit der Automatisierung von Fabriken mittels technischer Automaten beschäftigt. Die Fabrikautomation befasst sich mit der Gesamtheit von Überwachungs-, Steuer-, Regel- und Optimierungseinrichtungen innerhalb von Fabriken und ist in einem ähnlichen Sinne anwendungsorientiert ausgerichtet wie die Gebäudeautomatisierung.

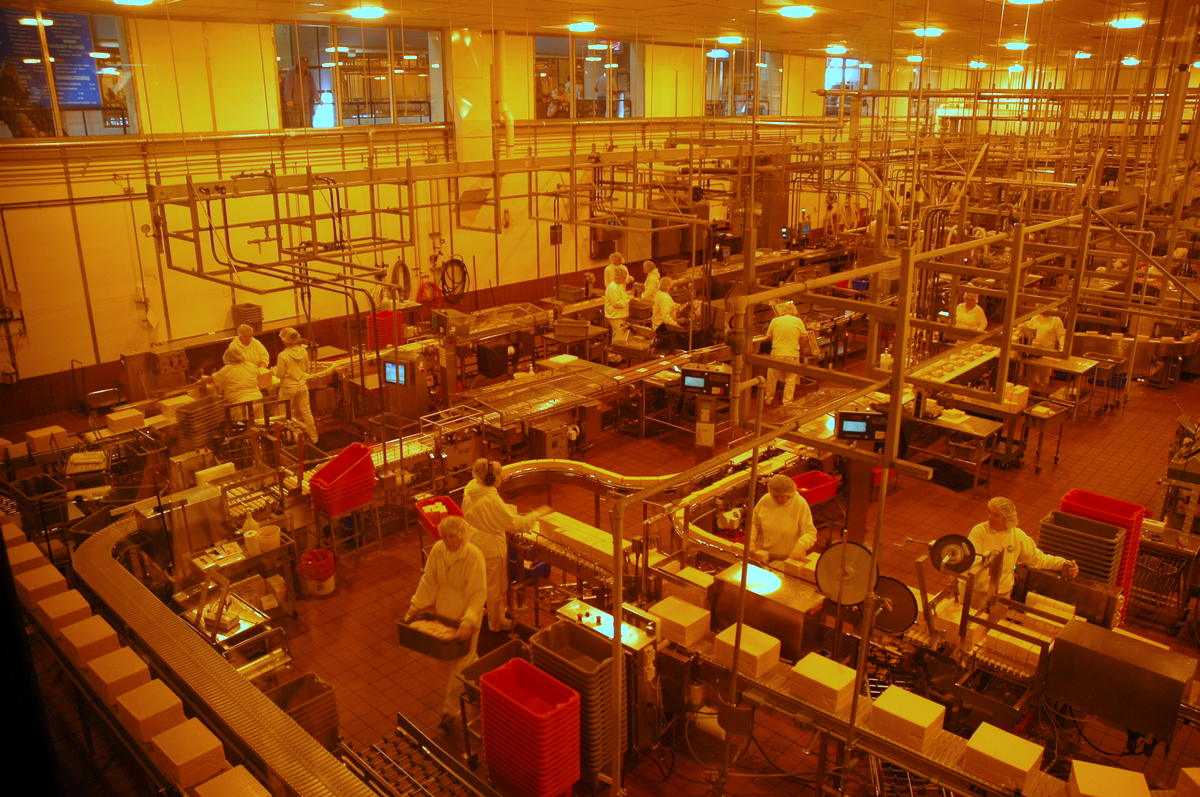
Automatisierte Produktion zur Herstellung, Tranchierung und Verpackung von Käse

Spezielle Themen der Fabrikautomation sind u. a.:
- Robotik
- Förder- und Handhabungstechnik
  - Vakuum-Handhabung
- Pneumatik, Hydraulik und Elektromechanik
- Mechatronik
- Aktuatorik
- Computer Integrated Manufacturing
  - CAD (computerunterstütztes Zeichnen, Entwurf)
  - CAM (rechnergestützte Fertigung)
  - CAP (rechnergestützte Produktionsplanung und -steuerung)
  - CAQ (rechnergestützte Qualitätssicherung)
  - CNC Fertigung
  - BDE (Betriebsdatenerfassung)